# メアリー・ブーリン
メアリー・ブーリン（Mary Boleyn, 1499年/1500年頃 - 1543年7月19日）は、テューダー朝イングランドの貴族女性。イングランド王ヘンリー8世の時代に影響力のあったブーリン家の一員である。初代ウィルトシャー伯爵トマス・ブーリンとその妻エリザベス・ハワード（ノーフォーク公トマス・ハワードの長女）の娘であり、ヘンリー8世の2番目の王妃アン・ブーリンの姉妹であった。どちらが姉であったかについては歴史家の間で諸説ある。

## 生涯
姉妹のアンとともにフランス宮廷に渡っていたが、先に帰国して、アンとは異なるその美貌をヘンリー8世に見初められて愛人となる。アンが魅力に乏しかったことは、当時の一次史料に残っているが、美貌であったメアリーは縁談があり、1520年にイングランド貴族サー・ウィリアム・ケアリー（Sir William Carey）の妻となったため、最初からヘンリー8世の再婚相手とは見なされず、愛人として遇された。
メアリーはヘンリー8世の愛人の1人であり、ライバルのフランス王フランソワ1世の愛人でもあったと主張する者もいるが、確たる根拠はない。姉妹のアンもまた、フランスでは愛人はいなかったという伝承もあるが、イングランドに帰国するや、トマス・ワイアットやヘンリー・パーシーといった恋人ができ、不倫反逆裁判において表沙汰となった。
メアリーは2度結婚した。最初の結婚相手は前述のサー・ウィリアム・ケアリーで、2人の子供が生まれている（キャサリン・ケアリー、初代ハンズドン男爵ヘンリー・ケアリー）。2度目の結婚はサー・ウィリアム・スタッフォード（William Stafford）という人物で、恋愛結婚だった。この結婚でも2人の子供が生まれている（エドワード・スタッフォード、アン・スタッフォード）。
彼は、コタード、ラッシュデン、ハートフォードシャーの領主、ハンフリー・スタッフォードの次男で、ヘンリー8世の廷臣の1人だった。
第3代バッキンガム公エドワード・スタッフォードが失脚するまでイギリス貴族社会で強大な勢力を誇ったスタッフォード家の一員で、バッキンガム公とウィルトシャー伯爵とは遠縁であった。ウィリアム・スタフォードは、貴族階級の著名な家に生まれたが、当時はただの紳士で、次男に過ぎなかった。当時は兵士としてヘンリー8世に仕えていた。後にナイト爵に叙任された。メアリーの死後、再従姉妹にあたるスタフォード男爵の末娘ドロシーと再婚した。

## 子孫
メアリー・ブーリンの子孫には、エリザベス1世の寵臣エセックス伯ロバート・デヴァルーのほか、ウィンストン・チャーチル、P・G・ウッドハウス、エリザベス王太后、ダイアナ妃、セーラ妃、チャールズ・ダーウィンなど多くの有名人が含まれる。

## 称号
- Lady Boleyn（1500年頃 - 1520年）
- Lady Carey （1520年 - 1525年）
- Lady Carey; The Hon. Mary Carey （1525年 - 1529年）
- Lady Carey; Lady Mary Carey （1529年 - 1532年）
- Lady Mary Stafford （1532年 - 1543年）

メアリーは1520年にサー・ウィリアム・ケアリーと結婚したことでLady Careyとなった。1525年には彼女の父親がロッチフォード子爵になったことでLady Carey; The Hon. Mary Careyとなった。1529年には彼女の父親がウィルトシャー伯になったことによりLady Mary Careyとなった。